# Cattle Decapitation
Cattle Decapitation és una formació de deathgrind de San Diego, Estats Units. Les lletres de les seues cançons tracten temes com el maltracte cap als animals i el medi ambient des d'un punt de vista contrari a aquests maltractes, la inversió de la situació dels humans i el ramat d'animals, i el desastre de la civilització. El vocalista destaca per a arribar a produir una varietat de sons, com a Karma.Bloody.Karma. La portada original dels àlbums To Serve Man i Humanure foren censurades arribant el segon a no vendre's per part d'alguns venedors minoristes. A l'àlbum The Harvest Floor s'hi va arribar a experimentar musicalment incloent un cello elèctric tocat per Jackie Perez Gratz. L'àlbum The Anthropocene Extinction fou un dels més venuts el 2015 apareixent a la llista Billboard de rock de la setmana del 12 de setembre de 2015. Per la pandèmia de COVID-19 cancel·laren el recorregut de concerts anomenat Europandemic Tour, de manera que des de les seues llars en confinament decidiren gravar un videoclip amb els telèfons mòbils per a la cançó "Bring Back the Plague".

## Membres
- Travis Ryan – veu principal (1997-present)
- Josh Elmore – guitarres (2001-present)
- Belisario Dimuzio – guitarres (2018-present)
- Olivier Pinard – baix elèctric (2018-present)
- David McGraw – bateria (2007-present)

## Discografia
- 1997 Ten Torments of the Damned[10]
- 1999 Human Jerky (Three One G)
- 2000 Homovore (Three One G)
- 2002 To Serve Man (Metal Blade)
- 2004 Humanure (Metal Blade)
- 2006 Karma.Bloody.Karma (Metal Blade)
- 2009 The Harvest Floor (Metal Blade)
- 2012 Monolith Of Inhumanity (Metal Blade)
- 2015 The Anthropocene Extinction (Metal Blade)
- 2018 Medium Rarities (Metal Blade)
- 2019 Death Atlas (Metal Blade)
- 2023 Terrasite (Metal Blade)